# 張純 (後漢初)
張 純（ちょう じゅん、? - 56年）は、前漢末から後漢初にかけての人。字は伯仁。京兆尹杜陵県（現在の陝西省西安市雁塔区曲江街道三兆村の北西）の人。大司馬衛将軍・富平侯張安世の六世の孫。新・後漢においても爵位を失わず、官位も司空に至った。

## 略歴
父は成帝に寵愛された張放。張純は父が死亡すると建平元年（紀元前6年）に若くして列侯の富平侯の爵位と一万戸を超える領地を継承した。哀帝・平帝のときには侍中となった。王莽の簒奪のときにあっても張純は地位を失わなかったが、始建国4年（12年）に張郷侯に改められた。
後漢の光武帝の建武の初め、光武帝にいち早く帰順したため、爵土を復することができた。建武5年（29年）には太中大夫となり、潁川突騎を率いて荊州・徐州・揚州を安んじる任務を務め、物資輸送を監督し、諸将の軍営を監察した。またその後、兵を率いて南陽で屯田を起こし、五官中郎将となった。
担当官が「列侯は宗室以外は以前の領地を復興するべきではない」と上奏したので、光武帝は「張純は宿衛となって十数年になるので、廃位するべきではない。張純を武始侯とし、富平侯の半分の領地を与える」と決めた。そこで、張純は武始侯となり、富平侯国の飛び地を領土とした。
張純は漢の制度や故事に詳しかった。光武帝の初期、制度などの欠けた部分が多く、そのために議論が起こると、そのたびに張純に意見を求めて制度を定めていった。光武帝も彼を大変尊重して虎賁中郎将を兼ねさせ、一日に何度も面会することがあった。
張純は宗廟の制度が整っていないことを案じ、建武19年（43年）に太僕の朱浮と共に宗廟の制度を定めるよう上奏した。光武帝はそれに従い、宗廟の制度が改められた。
翌年、張純は朱浮に代わって太僕となった。建武23年（47年）には杜林に代わって大司空となった。張純は曹参の故事に習い、無為に務めると共に部下には有名な儒者を選んだ。その翌年、陽渠を開鑿し、洛水の水を引き入れて水運を行ったので、人々はその利益を受けた。
建武26年（50年）には光武帝から禘・祫の制度を定めるよう詔が下され、張純が定めて上奏した。建武30年（54年）、張純は封禅を行うべきであることを上奏した。そこで光武帝は建武中元元年（56年）に東方を巡狩し、泰山で封禅を行った。張純は御史大夫として参加した。同年3月に張純は死亡し、節侯と諡された。
張純は臨終の際に「自分は功無き身であるので、領土の相続は議論しないように」と遺言していたが、光武帝が詔により子の張奮が継ぐよう命じたため、張奮が武始侯を継いだ。
張純は謹厳であり、また漢の制度や故事に詳しく、張安世の遺風があると言われた。武始侯は張純の後、張奮・張甫・張吉と継承されて途絶えたが、張安世から数えて9代200年にわたって一度も譴責により爵位を奪われなかったのは例のないことであった。